# Грем Сунес
Грем Сунес (англ. Graeme Souness, нар. 6 травня 1953, Единбург) — шотландський футболіст, півзахисник. По завершенні ігрової кар'єри — тренер.

## Клубна кар'єра
Вихованець футбольної школи клубу «Тоттенгем Готспур», молодіжна команда якого викликала справжній фурор в розіграші Кубка Англії. «Шпори» добиралися до фіналу турніру чотири рази. Сунес забивав в першому і четвертому з цих матчів, а в третьому був вигнаний з поля.
У віці 17 років Грем зажадав від тренера Білла Ніколсона, щоб той включив його до складу першої команди. Після того як тренер випровадив зухвалого молодика, той поїхав в рідну Шотландію. Сунес десять разів виходив на поле у складі команди Північно-американської футбольної ліги «Монреаль Олімпік» перш, ніж в 1973 році «Тоттенгем», нарешті, продав його в «Мідлсбро» за 30 тисяч фунтів.

Грем Сунес з Кубком чемпіонів УЄФА у 1984 році.

У 1978 у нього знову почалися проблеми з дисципліною. Тоді Сунес погрожував закінчити футбольну кар'єру. Але його зупинив телефонний дзвінок, в якому повідомлялося, що він повинен прибути в один з готелів Лідса, щоб обговорити умови контракту з місцевою командою. Там же він дізнався, що ним цікавляться чемпіони Європи. Боротьба за півзахисника завершилася трансфером за рекордну на той момент суму за гравця, що переходив з одного англійського клубу в інший.
Перший гол Сунесса за новий клуб виявився кращим голом сезону. Грем вразив ворота одвічного супротивника «червоних» — «Манчестер Юнайтед». Спочатку Сунесс не мав регулярного потрапляння в основний склад, проте до кінця сезону йому вдалося закріпитися в першій команді. Саме з передачі Сунесса забив переможний м'яч у фіналі Кубка європейських чемпіонів Кенні Далгліш. Грем Сунесс і Террі Макдермот створили дует центральній лінії «Ліверпуля», а команда продовжувала регулярно перемагати в турнірах.
У 1982 році Сунес був обраний капітаном команди, ставши своєрідним наставником для молодого Ронні Віла. Сезон 1983/84 став останнім для Сунесса в формі «Ліверпуля». Він забив переможний м'яч у фіналі Кубка ліги проти «Евертона», в п'ятий раз став чемпіоном країни, здобув Кубок чемпіонів, виграний командою в Римі, а також вдруге був визнаний найціннішим гравцем першості Англії.
1984 року Сунес переїхав до Італії, де підписав контракт з генуезькою «Сампдорією». У «Сампдорії» він відіграв два непоганих роки і допоміг команді виграти Кубок Італії, навіть забивши в фіналі, а потім 1986 року повернувся на батьківщину, де став граючим тренером «Рейнджерса», за який відіграв 5 сезонів. За цей час додав до переліку своїх трофеїв три титули чемпіона Шотландії. Завершив професійну кар'єру футболіста виступами за команду «Рейнджерс» у 1991 році.

## Виступи за збірну
У 1975 році дебютував в офіційних матчах у складі національної збірної Шотландії. Протягом кар'єри у національній команді, яка тривала 12 років, провів у формі головної команди країни 54 матчі, забивши 4 голи.
У складі збірної був учасником чемпіонату світу 1978 року в Аргентині, чемпіонату світу 1982 року в Іспанії, чемпіонату світу 1986 року у Мексиці.

## Кар'єра тренера
Розпочав тренерську кар'єру, ще продовжуючи грати на полі, 1986 року, очоливши тренерський штаб клубу «Рейнджерс».
Після п'яти успішних років, проведених в ролі граючого тренера «Рейнджерс», Сунес змінив свого приятеля Кенні Далгліша на посаді головного тренера «Ліверпуля». Команда, створена Далглішем, потихеньку постаріла, але з іншого боку вже готові були заявити про себе юні таланти Роббі Фаулер, Стів Макманаман і Джеймі Реднапп. Сам Сунес пізніше визнавав, що занадто завзято взявся за справу. Він відразу вигнав з команди ряд досвідчених ветеранів, таких як Пітер Бірдслі, Стів Макмагон, Баррі Венісон і Рей Гафтон, а замість них придбав другосортних гравців (Волтерс, Козма, Дікс, Клаф, Стюарт, Таннер і т. д.). Єдиним вдалим придбанням Сунесса став Роб Джонс, що приїхав в команду в жовтні 1991 року
Команда була в скрутному становищі через травми Джона Барнса, Марка Райта і Ронні Віла. Ян Мельбю пропустив 10 тижнів, а Іан Раш — двадцять. У своїй автобіографії Іан Раш пізніше звинуватив Грема в епідемії травм, що обрушилися на команду, дорікаючи Сунесса в тому, що він змушував команду витримувати неймовірні навантаження під час передсезонної підготовки. «Хлопці вибували з ладу ще до початку сезону», — писав Раш.
Сезон 1991/92 видався дуже драматичним для шотландського тренера. Він пропустив кілька матчів в період з квітня по травень, оскільки потрапив до лікарні з серцевим нападом. До фіналу Кубка він повернувся до роботи, але не зміг як слід насолодитися своєю єдиною перемогою за час роботи в «Ліверпулі» (в фіналі «червоні» обіграли «Сандерленд» 2:0). Початок кінця Сунесса в «Ліверпулі» було покладено їм самим, коли в середині квітня він продав бульварній газетці Sun скандальну історію своїх любовних пригод. Публікація матеріалу збіглася з третьою річницею трагедії «Гіллсборо», і шанувальники «червоних» ополчилися на тренера, якому так і не пробачили цієї помилки.
Влітку в команду запросили Девіда Джеймса, який був покликаний змінити у воротах команди постарілого Брюса Гроббелара. «Ліверпуль» розпочав чемпіонат дуже невдало, це був найгірший початок сезону за 39 років. Тривожні дзвінки лунали все сильніше, Сунес навіть не був присутній на останньому матчі сезону проти «Тоттенгема», з яким «червоні» грали на своєму полі. Замість цього він вирушив на гру «Ковентрі Сіті» — «Лідс Юнайтед». Здавалося, що Сунес буде звільнений в кінці сезону, однак і наступний сезон команда почала під командуванням шотландця, якому в помічники керівництво відрядило Роя Еванса.
«Ліверпуль» стартував досить жваво, вигравши перші три зустрічі, однак потім було відбулись три поразки у вересні. Жовтень і початок листопада видалися вдалими: 5 перемог і 2 нічиї. Останні 4 матчі 1993 року «Ліверпуль» зіграв внічию. До середини сезону мерсисайдці підійшли, набравши 36 очок в 23 зустрічах і займаючи низьке сьоме місце в першості. Гостьова нічия (1:1) з «Брістолем» в рамках третього раунду Кубка була сприйнята з подивом, яке змінилося панікою після програного на «Енфілді» перегравання (0:1). Сунесс усвідомлював, що такий стан справ був неприйнятним і через тиждень поклав на стіл керівництва заяву про відставку. Він був відсутній на прощальній прес-конференції, поширивши натомість своє прощальне заяву: «Я погодився на цю роботу, твердо вірячи в те, що зможу повернути цей клуб на шлях перемог і слави, однак труднощі, з якими мені довелося зіткнутися, перевершили всі мої очікування».
Президент «Ліверпуля» Девід Мурс був дуже засмучений відставкою свого друга і пояснив невдачу Сунеса серцевим нападом, смертю його батька і безпрецедентною епідемією травм, що обрушилася на команду. Однак, що б не було причиною провалу шотландця, в кінцевому рахунку все звелося до однієї простої речі: «Результати команди не відповідали очікуванням уболівальників».
1995 року очолив «Галатасарай». Будучи наставником стамбульського гранда після перемоги у фіналі Кубка Туреччини встромив в центральному колі стадіону «Фенербахче» прапор «Галатасарая», чим спровокував масові заворушення на стадіоні і навколо міста. Фанати «Фенербахче» погрожували, що «цей шотландець повернеться в Англію лише в дерев'яному ящику».
Надалі очолював «Саутгемптон», «Торіно», «Бенфіку» та «Блекберн Роверз».
Наразі останнім місцем тренерської роботи був клуб «Ньюкасл Юнайтед», команду якого Грем Сунес очолював як головний тренер до 2006 року.

## Титули і досягнення

### Як гравця
- Чемпіон Англії (5):

«Ліверпуль»: 1978-79, 1979-80, 1981-82, 1982-83, 1983-84
- Володар Суперкубка Англії з футболу (3):

«Ліверпуль»: 1979, 1980, 1982
- Володар Кубка англійської ліги (4):

«Ліверпуль»: 1980-81, 1981-82, 1982-83, 1983-84
- Володар Кубка Італії (1):

«Сампдорія»: 1984-85
- Чемпіон Шотландії (3):

«Рейнджерс»: 1986-87, 1988-89, 1989-90
- Володар Кубка шотландської ліги (4):

«Рейнджерс»: 1986-87, 1987-88, 1988-89, 1990-91
- Володар Кубка чемпіонів УЄФА (3):

«Ліверпуль»: 1977/78, 1980/81, 1983/84

### Як тренера
- Чемпіон Шотландії (3):

«Рейнджерс»: 1986-87, 1988-89, 1989-90
- Володар Кубка шотландської ліги (4):

«Рейнджерс»: 1986-87, 1987-88, 1988-89, 1990-91
- Володар Кубка Англії (1):

«Ліверпуль»: 1991/92
- Володар Кубка Туреччини (1):

«Галатасарай»: 1995/96
- Володар Кубка англійської ліги (1):

«Блекберн Роверз»: 2001-02

### Особисті
- Тренер року за версією Шотландської асоціації футбольних журналістів: 1987
- У 1988 році введено в Почесний список гравців збірної Шотландії з футболу
- У 1998 році включений в список Ста легенд Футбольної ліги»
- Посів дев'яте місце в списку «100 гравців, які вразили Коп», складений за результатами опитування серед 110 тисяч уболівальників «Ліверпуля»[2]
- У 2004 році введено в Залу слави шотландського футболу
- У 2007 році введено В Зала слави англійського футболуЗалу слави англійського футболу за особистий внесок в гру
- Включений в число 64 гравців, що входять в Залу слави «Рейнджерс»